# Supercopa de España de Fútbol 2013
La Supercopa de España 2013 fue la XXX edición del torneo, correspondiente a la temporada 2013-14. Se disputó a doble partido en España los días 21 y 28 de agosto. Esta enfrentó a los campeones de la temporada 2012/13, el Atlético de Madrid, ganador de la Copa del Rey, contra el campeón de la Primera División, el F.C Barcelona. Tras el cómputo global (1-1), el equipo azulgrana alzó su undécimo título de la competición gracias a la regla del gol de visitante.

## Partidos
| F. C. Barcelona    |  | Bandera de Cataluña               |  | Campeón de la Primera División de España (2012/13) |
| Atlético de Madrid |  | Bandera de la Comunidad de Madrid |  | Campeón de la Copa del Rey de fútbol (2012/13)     |

### Ida
| 13         | POR        | Thibaut Courtois  |     |
| 2          | DEF        | Diego Godín       |     |
| 23         | DEF        | Miranda           |     |
| 3          | DEF        | Filipe Luís       |     |
| 20         | DEF        | Juanfran Torres   |     |
| 6          | MED        | Koke Resurrección | 72' |
| 4          | MED        | Mario Suárez      |     |
| 14         | MED        | Gabi Fernández    |     |
| 10         | MED        | Arda Turan        | 75' |
| 9          | DEL        | David Villa       |     |
| 19         | DEL        | Diego Costa       | 78' |
| Entrenador | Entrenador | Diego Simeone     |     |

| 1          | POR        | Víctor Valdés     |     |
| 3          | DEF        | Gerard Piqué      |     |
| 14         | DEF        | Javier Mascherano |     |
| 18         | DEF        | Jordi Alba        |     |
| 22         | DEF        | Daniel Alves      |     |
| 16         | MED        | Sergio Busquets   |     |
| 6          | MED        | Xavi Hernández    | 88' |
| 8          | MED        | Andrés Iniesta    |     |
| 10         | DEL        | Lionel Messi      | 46' |
| 7          | DEL        | Pedro Rodríguez   | 59' |
| 9          | DEL        | Alexis Sánchez    |     |
| Entrenador | Entrenador | Gerardo Martino   |     |

| 27 | MED | Óliver Torres      | 72' |
| 21 | DEL | Leo Baptistao      | 75' |
| 11 | DEF | Cristian Rodríguez | 78' |

| 4  | MED | Cesc Fàbregas | 46' |
| 11 | DEL | Neymar        | 59' |
| 17 | MED | Alex Song     | 88' |

| Anotado | 12' | David Villa | 1-0 |

| Anotado | 63' | Neymar | 1-1 |

| Amonestado | 35' | Juanfran Torres |
| Amonestado | 38' | Filipe Luís     |
| Amonestado | 56' | Mario Suárez    |

| Amonestado | 45' | Sergio Busquets |
| Amonestado | 64' | Jordi Alba      |
| Amonestado | 85' | Neymar          |

| Árbitro             | Alberto Undiano Mallenco       |
| Árbitros asistentes | Roberto Díaz Pérez del Palomar |
| Árbitros asistentes | José Manuel Fernández Miranda  |
| Cuarto árbitro      | Julio Fermín Leo Ollo          |

| 13         | POR        | Thibaut Courtois  |     |
| 2          | DEF        | Diego Godín       |     |
| 23         | DEF        | Miranda           |     |
| 3          | DEF        | Filipe Luís       |     |
| 20         | DEF        | Juanfran Torres   |     |
| 6          | MED        | Koke Resurrección | 72' |
| 4          | MED        | Mario Suárez      |     |
| 14         | MED        | Gabi Fernández    |     |
| 10         | MED        | Arda Turan        | 75' |
| 9          | DEL        | David Villa       |     |
| 19         | DEL        | Diego Costa       | 78' |
| Entrenador | Entrenador | Diego Simeone     |     |

| 1          | POR        | Víctor Valdés     |     |
| 3          | DEF        | Gerard Piqué      |     |
| 14         | DEF        | Javier Mascherano |     |
| 18         | DEF        | Jordi Alba        |     |
| 22         | DEF        | Daniel Alves      |     |
| 16         | MED        | Sergio Busquets   |     |
| 6          | MED        | Xavi Hernández    | 88' |
| 8          | MED        | Andrés Iniesta    |     |
| 10         | DEL        | Lionel Messi      | 46' |
| 7          | DEL        | Pedro Rodríguez   | 59' |
| 9          | DEL        | Alexis Sánchez    |     |
| Entrenador | Entrenador | Gerardo Martino   |     |

| 27 | MED | Óliver Torres      | 72' |
| 21 | DEL | Leo Baptistao      | 75' |
| 11 | DEF | Cristian Rodríguez | 78' |

| 4  | MED | Cesc Fàbregas | 46' |
| 11 | DEL | Neymar        | 59' |
| 17 | MED | Alex Song     | 88' |

| Anotado | 12' | David Villa | 1-0 |

| Anotado | 63' | Neymar | 1-1 |

| Amonestado | 35' | Juanfran Torres |
| Amonestado | 38' | Filipe Luís     |
| Amonestado | 56' | Mario Suárez    |

| Amonestado | 45' | Sergio Busquets |
| Amonestado | 64' | Jordi Alba      |
| Amonestado | 85' | Neymar          |

| Árbitro             | Alberto Undiano Mallenco       |
| Árbitros asistentes | Roberto Díaz Pérez del Palomar |
| Árbitros asistentes | José Manuel Fernández Miranda  |
| Cuarto árbitro      | Julio Fermín Leo Ollo          |

### Vuelta
| 1          | POR        | Víctor Valdés     |     |
| 22         | DEF        | Daniel Alves      |     |
| 3          | DEF        | Gerard Piqué      |     |
| 14         | DEF        | Javier Mascherano |     |
| 18         | DEF        | Jordi Alba        |     |
| 16         | MED        | Sergio Busquets   |     |
| 6          | MED        | Xavi Hernández    |     |
| 4          | MED        | Cesc Fàbregas     | 73' |
| 11         | DEL        | Neymar            |     |
| 10         | DEL        | Lionel Messi      |     |
| 9          | DEL        | Alexis Sánchez    | 65' |
| Entrenador | Entrenador | Gerardo Martino   |     |

| 13         | POR        | Thibaut Courtois  |     |
| 2          | DEF        | Diego Godín       |     |
| 23         | DEF        | Miranda           |     |
| 3          | DEF        | Filipe Luís       |     |
| 20         | DEF        | Juanfran Torres   |     |
| 4          | MED        | Mario Suárez      |     |
| 6          | MED        | Koke Resurrección | 89' |
| 14         | MED        | Gabi Fernández    |     |
| 10         | MED        | Arda Turan        | 71' |
| 19         | DEL        | Diego Costa       |     |
| 9          | DEL        | David Villa       | 84' |
| Entrenador | Entrenador | Diego Simeone     |     |

| 7 | DEL | Pedro Rodríguez | 65' |
| 8 | MED | Andrés Iniesta  | 73' |

| 7  | DEL | Adrián López       | 71' |
| 11 | DEL | Cristian Rodríguez | 84' |
| 21 | MED | Léo Baptistão      | 89' |

| Amonestado | 27' | Cesc Fàbregas   |
| Amonestado | 29' | Sergio Busquets |
| Amonestado | 54' | Gerard Piqué    |

| Amonestado | 25' | Koke Resurrección |
| Expulsado  | 80' | Filipe Luís       |
| Amonestado | 81' | Gabi Fernández    |
| Amonestado | 85' | Diego Costa       |
| Expulsado  | 91' | Arda Turan        |

| Árbitro             | David Fernández Borbalán |
| Árbitros asistentes | Teodoro Sobrino Magán    |
| Árbitros asistentes | Jorge Canelo Prieto      |
| Cuarto árbitro      | Juan Manuel López Amaya  |

| 1          | POR        | Víctor Valdés     |     |
| 22         | DEF        | Daniel Alves      |     |
| 3          | DEF        | Gerard Piqué      |     |
| 14         | DEF        | Javier Mascherano |     |
| 18         | DEF        | Jordi Alba        |     |
| 16         | MED        | Sergio Busquets   |     |
| 6          | MED        | Xavi Hernández    |     |
| 4          | MED        | Cesc Fàbregas     | 73' |
| 11         | DEL        | Neymar            |     |
| 10         | DEL        | Lionel Messi      |     |
| 9          | DEL        | Alexis Sánchez    | 65' |
| Entrenador | Entrenador | Gerardo Martino   |     |

| 13         | POR        | Thibaut Courtois  |     |
| 2          | DEF        | Diego Godín       |     |
| 23         | DEF        | Miranda           |     |
| 3          | DEF        | Filipe Luís       |     |
| 20         | DEF        | Juanfran Torres   |     |
| 4          | MED        | Mario Suárez      |     |
| 6          | MED        | Koke Resurrección | 89' |
| 14         | MED        | Gabi Fernández    |     |
| 10         | MED        | Arda Turan        | 71' |
| 19         | DEL        | Diego Costa       |     |
| 9          | DEL        | David Villa       | 84' |
| Entrenador | Entrenador | Diego Simeone     |     |

| 7 | DEL | Pedro Rodríguez | 65' |
| 8 | MED | Andrés Iniesta  | 73' |

| 7  | DEL | Adrián López       | 71' |
| 11 | DEL | Cristian Rodríguez | 84' |
| 21 | MED | Léo Baptistão      | 89' |

| Amonestado | 27' | Cesc Fàbregas   |
| Amonestado | 29' | Sergio Busquets |
| Amonestado | 54' | Gerard Piqué    |

| Amonestado | 25' | Koke Resurrección |
| Expulsado  | 80' | Filipe Luís       |
| Amonestado | 81' | Gabi Fernández    |
| Amonestado | 85' | Diego Costa       |
| Expulsado  | 91' | Arda Turan        |

| Árbitro             | David Fernández Borbalán |
| Árbitros asistentes | Teodoro Sobrino Magán    |
| Árbitros asistentes | Jorge Canelo Prieto      |
| Cuarto árbitro      | Juan Manuel López Amaya  |

| Campeón Supercopa de España 2013 |
| -------------------------------- |
| F. C. Barcelona 11° Título       |

| Predecesor: Supercopa de España 2012 | Supercopa de España 2013 | Sucesor: Supercopa de España 2014 |

## Filmografía
- Deportes TVE, «Video resumen del partido de ida (TVE)» en rtve.es
- Deportes TVE, «Video resumen del partido de vuelta (TVE)» en rtve.es
- Retransmisión TVE, «Video del partido de ida completo (TVE)» en rtve.es
- Retransmisión TVE, «Video del partido de vuelta completo (TVE)» en rtve.es